# Truth Seekers
Truth Seekers es una serie de televisión de terror y comedia británica de 2020 creada por Nick Frost, Simon Pegg, James Serafinowicz y Nat Saunders. La serie esta dirigida por Jim Field Smith y protagonizada por Nick Frost y Simon Pegg, con Emma D'Arcy, Samson Kayo, Julian Barratt, Susan Wokoma y Malcolm McDowell en papeles secundarios.
Los primeros dos episodios se estrenaron en el CannesSeries Festival, el 10 de octubre de 2020, seguidos de su lanzamiento en la plataforma de vídeos por streaming Amazon Prime Video el 30 de octubre de 2020. El 11 de febrero de 2021, Frost anunció, a través de su página de Instagram, que el programa había sido cancelado después de una única temporada.

## Reparto
- Nick Frost como Gus Roberts: un instalador de banda ancha para Internet Smyle. Tiene interés en las investigaciones paranormales y Frost describió a su personaje como alguien «perdido y que busca algo de verdad en muchos aspectos de su vida».[7]
- Emma D'Arcy como Astrid: una joven acosada por varios fantasmas.
- Samson Kayo como Elton John: el nuevo socio de Gus en Smyle y en investigaciones paranormales. Los temas recurrentes son que nadie reaccione a su nombre, sus experiencias previas en una variedad de trabajos aleatorios y su capacidad para descubrir pasajes secretos sin saberlo.[8]
- Malcolm McDowell como Richard: el anciano suegro de Gus.[9]
- Simon Pegg como David: jefe de Gus y director de la empresa de banda ancha Smyle.[7]
- Susie Wokoma como Helen: la hermana de Elton, una cosplayer agorafóbica y ansiosa.[9]
- Julian Barratt como el Dr. Peter Toynbee
- Rosalie Craig como Emily Roberts: la esposa de Gus que murió diez años antes del comienzo de la serie.[10]
- Kelly Macdonald como Jojo74
- Mike Beckingham como Bjorn
- Jon Rumney como Doctor Connelly
- Ranjit Krishnamma como Terry

## Sinopsis
Gus Roberts (Nick Frost) es el ingeniero número uno de Smyle, el mayor operador de redes móviles y proveedor de servicios de Internet de Gran Bretaña. En su tiempo libre también es un entusiasta investigador de lo paranormal. Al principio, Gus está decepcionado cuando su jefe David (Simon Pegg) lo asocia con el nuevo recluta Elton John (Samson Kayo), pero los dos forjan rápidamente una amistad, trabajando juntos tanto profesionalmente como en lo paranormal, sin embargo, Elton está menos entusiasmado que Gus en esta área. A ellos se une Astrid (Emma D'Arcy), una joven perseguida a través de una casa y luego de un hospital por varios fantasmas. Ella escapa del hospital y corre por el campo antes de encontrarse con Gus y Elton. También se presenta a la hermana agorafóbica de Elton, Helen (Susie Wokoma), una cosplayer nerviosa, y al suegro gruñón de Gus, Richard (Malcolm McDowell).

## Episodios
| N.º | Título                                                                        | Director        | Guionista                                                 | Primera emisión       |
| --- | ----------------------------------------------------------------------------- | --------------- | --------------------------------------------------------- | --------------------- |
| 1   | «The Haunting Of Connelly’s Nook» «La maldición del Rincón de Connelly»       | Jim Field Smith | Nick Frost, Simon Pegg, James Serafinowicz y Nat Saunders | 30 de octubre de 2020 |
| 2   | «The Watcher on the Water» «El vigilante en el agua»                          | Jim Field Smith | Nick Frost, Simon Pegg, James Serafinowicz y Nat Saunders | 30 de octubre de 2020 |
| 3   | «The Girl with All the Ghosts» «La niña con todos los fantasmas»              | Jim Field Smith | Nick Frost, Simon Pegg, James Serafinowicz y Nat Saunders | 30 de octubre de 2020 |
| 4   | «The Incident at CovColCosCon» «El incidente en CovColCosCon»                 | Jim Field Smith | Nick Frost, Simon Pegg, James Serafinowicz y Nat Saunders | 30 de octubre de 2020 |
| 5   | «The Ghost of the Beast of Bodmin» «El fantasma de la bestia de Bodmin»       | Jim Field Smith | Nick Frost, Simon Pegg, James Serafinowicz y Nat Saunders | 30 de octubre de 2020 |
| 6   | «The Revenge of the Chichester Widow» «La venganza de la viuda de Chichester» | Jim Field Smith | Nick Frost, Simon Pegg, James Serafinowicz y Nat Saunders | 30 de octubre de 2020 |
| 7   | «The Hinckley Boy» «El chico hinckley»                                        | Jim Field Smith | Nick Frost, Simon Pegg, James Serafinowicz y Nat Saunders | 30 de octubre de 2020 |
| 8   | «The Shadow of the Moon» «La sombra de la luna»                               | Jim Field Smith | Nick Frost, Simon Pegg, James Serafinowicz y Nat Saunders | 30 de octubre de 2020 |

## Desarrollo
En enero de 2018, se anunció que Stolen Picture estaba desarrollando su primer proyecto de televisión titulado Truth Seekers, una serie de comedia y terror de media hora de duración sobre un equipo de investigación paranormal de tres personas. En agosto de 2019, Amazon Prime Video firmó un pedido de serie completa en Truth Seekers. La serie está protagonizada por Simon Pegg y Nick Frost, junto a Emma D'Arcy, Samson Kayo, Malcolm McDowell, Susie Wokoma y Julian Barratt. Jim Field Smith dirigió los 8 episodios de la primera temporada. El 19 de octubre de 2020, el productor ejecutivo y director ejecutivo de Stolen Picture, Miles Ketley, falleció once días antes del estreno de la serie.

## Estreno

### Streaming
El 23 de julio de 2020, durante la Cómic-Con de San Diego, se lanzó el primer avance. Los primeros dos episodios se estrenaron en el CannesSeries Festival, el 10 de octubre de 2020, seguidos de un lanzamiento general el 30 de octubre de 2020 en Prime Video. La serie fue cancelada por Prime Video en febrero de 2021.
Nick Frost, uno de los creadores de la serie, describió la cancelación de la producción como muy dolorosa y dijeron que había sido un proyecto en el que lo dieron todo:

Lo pusimos realmente todo en esto. Nuestro corazón, alma y sangre en algunos casos, por lo que no volver es muy triste para nosotros. Es una vergüenza. Creo que teníamos montones de buenas historias de fantasmas para contar, historias que ahora permanecerán sin contar. Si te gustaba la serie, gracias. Y si no, ¿te alegras ahora?, ¿Te alegras?

### Críticas
En Rotten Tomatoes, la serie tiene un índice de aprobación del 76 % según las reseñas de treinta y ocho críticos, con una calificación promedio de 6,89 sobre 10. El consenso de los críticos del sitio web dice: «Puede que no sea tan gracioso como las colaboraciones anteriores de Nick Frost y Simon Pegg, pero Truth Seekers es genuinamente espeluznante, equilibrando sus sensibilidades tontas con terror progresivo y un elenco aterrador y talentoso». En Metacritic, la serie tiene una puntuación media ponderada de 60 sobre 100 según las reseñas de diez críticos, lo que indica «críticas mixtas o promedio».